# Картофельный бойкот в ЮАР
Бойкот картофеля в 1959 году — потребительский бойкот в эпоху апартеида, в знак протеста против рабских условий работы на картофельных плантациях в Бетале (ныне в составе провинции Мпумаланга в ЮАР). Бойкот начался в июне 1959 года и закончился в сентябре того же года. Видными фигурами движения были Герт Сибанде, Рут Фёрст, Майкл Скотт и Генри Нксумало.

## События, приведшие к бойкотукартофеля
Как сообщал один из участников бойкота в Бетале, юноши африканского происхождения обычно оказывались на картофельных фермах после задержаний за нарушения пропускного режима (чернокожие, чтобы попасть на временную работу в «белые» районы, имели пропуска с ограниченным сроком действия). У них отбирали одежду, а взамен им приходилось носить обычные мешки. Они спали на бетонных полах и копали картошку голыми руками. Бригадиры избивали мальчиков, нередко до смерти, и закапывали трупы на полях, не сообщая о смерти родственникам.
В знак протеста против подобного беззакония лидеры общин решили бойкотировать картофель с ферм в Бетале В 1940-х годах видный лидер Герт Сибанде сыграл важную роль в организации протестов и доведении до общественности информации об условиях труда на плантациях в Бетале, куда он сам устроился на работу с этой целью. Его сведения были опубликованы в изданиях New Age / The Guardian при содействии журналистов Рут Фёрст и Майкла Скотта в 1947 году. В 1952 году Генри Нксумало также опубликовал в журнале Drum статью, в которой сообщалось о неудовлетворительных условиях труда на фермах в Бетале. Журналисты этого журнала были ознакомлены с подборкой документов и судебными материалами по случаям избиений, имевшим место в 1940-х годах, в том числе по делу об избиении рабочего до смерти в 1944 году. Хендрик Френс Фервурд отверг эти выводы в парламенте и назвал их «самой несправедливой атакой, основанной на необоснованных обобщениях».

## Картофельный бойкот
После Кампании неповиновения 1952 года и проведения Народного конгресса в 1955 году правительство, состоявшее в то время исключительно из членов тайного «Братства африканеров», запретило большинство форм политических выступлений, а также наложило запрет на участие в политике для ряда оппозиционеров. Представители Африканского национального конгресса (АНК), Южноафриканского конгресса профсоюзов, Южноафриканского индийского конгресса (SAIC), Южноафриканской организации цветных народов / САКПО и Конгресса демократов создали объединённый орган, который назывался Конгресс «Альянс». Конгресс призвал к бойкотам с целью борьбы за равенство рас в Южной Африке. Бойкоты потребительских товаров приобрели популярность, поскольку приводили к меньшему числу жертв по сравнению с другими формами сопротивления. Помимо картофельного бойкота, получили общенациональную известность также автобусный бойкот в Александре 1957 года, бойкот Пивного зала, а также бойкот «Dipping Tanks», инициированный женщинами в Натале. 26 июня 1959 года, Южноафриканский конгресс профсоюзов объявил национальный бойкот картофеля в ответ на неудовлетворительные условия труда рабочих в Бетале в Восточном Трансваале, теперь известном как Мпумаланга. Более 60 000 человек приняли участие в кампании в поддержку бойкота у фонтана Керри в Дурбане. Бойкот картофеля в 1959 году считается одним из самых успешных бойкотов, поддержанных АНК Многие люди, как чёрные, так и белые, отказались покупать картофель, который в то время был основным продуктом питания для многих людей. Сетсваннунг Молефе, сторонник АНК из поселка Александра в Йоханнесбурге, утверждал, что: "Бур, выращивавший картофель на своей ферме, имел обыкновение избивать своих «ленивых» рабочих дубинкой. Он не хоронил их, вместо этого он использовал их в качестве компоста на своей картофельной ферме. (…) Получается, что есть такой картофель — всё равно что есть человеческую плоть ".
В результате бойкота правительство назначило комиссию по расследованию условий труда рабочих. Фермеры на картофельных фермах также были вынуждены улучшить условия труда работников на своих фермах. В августе 1959 года Альянс Конгресса выпустил листовки под названием: «Бойкот картофеля отменён. Это победа наших людей и предупреждение для фермеров». Бойкот был окончательно отменен в сентябре 1959 года. Его успех дал африканцам уверенность в том, что и другие акции протеста будут успешными.
В 1957 году Конгресс Альянс инициировал массовый бойкот предприятий, контролируемых националистами. Среди перечисленных продуктов были сигареты Rembrandt, кофе Senator Coffee, чай Braganza, рыбные консервы Glenryck, Neptune и Protea, а также сельскохозяйственные продукты Laaiplek Farm Feeds.

## Международная реакция
Потребительские бойкоты в Южной Африке привлекли международное внимание со стороны групп по борьбе с апартеидом в Великобритании, Канаде, Австралии и Новой Зеландии, которые также начали бойкотировать сигаретные изделия Rembrandt. Бойкот в Британии начался в 1950-х годах. Альберт Лутули и Дума Нокве встретились с лондонскими сторонниками борьбы против апартеида. В ответ Лутули, президент Южноафриканского индийского конгресса (SAIC) Найкер и Питер Браун из Либеральной партии выступили с совместным заявлением, где говорилось: «Экономический бойкот — это один из способов, с помощью которого мир может убедить южноафриканские власти в том, что они должны исправиться или понести последствия… Поэтому мы призываем жителей Великобритании нанести удар в поддержку свободы и справедливости в Южной Африке».